# کردعلی
کردعلی روستایی است که در استان اردبیل، شهرستان اردبیل، بخش هیر، دهستان هیر  در نزدیکی روستای یایچی قرار دارد. با سه روستای اوریق و کریق و روستای بسیار زیبا و معروف یایچی هم مرز است. دارای باغات گیلاس و آلبالو و ... که در بعضی از باغات درختانی با طول عمر بیش از ۴۰۰ سال یافت شده که نمونه آن درخت شاه توت در کنار ملا گلی میباشد. روستا ییلاقی بوده و در تابستان جمعیت آن تا ۳ برابر افزایش می یابد. آبیاری باغات و زمینهای کشاورزی توسط چندین چشمه طبیعی و سد خاکی سد زربیل که متعلق به روستا می باشد. (احداثی سال ۱۳۷۵ )و حق آبه از نهر موسوم به بیله درق که بصورت مشترک بین یایچی و کردعلی میباشد صورت گرفته و با شروع گرما بیشتر جنبه ییلاقی داشته و ماهیگیری در زربیل از تفریحات گردشگری روستا میباشد.
یکی از دلایل عدم توسعه روستای کردعلی دعوا میباشد که مانع رشد همسایگان مانند بقرآباد و کردعلی شده است.
با اجرای طرح هادی روستایی از گسترش بی رویه روستا در محدوده خارج روستا جلوگیری بعمل آمده و روستا محدود به شمال(یوخاری باش) و جنوب(آشاقی باش) قبرستان روستا میباشد و ارائه خدمات شامل برق و گاز و آب روستایی به بناهایی که از سال ۱۳۹۴ به بعد خارج از حریم قدیمی روستا احداث شود ممنوع بوده و توسط مراجع ذی‌صلاح بناهای خارج حریم روستا تخریب میگردد.

## جمعیّت
بر اساس سرشماری سال ۱۳۸۵ جمعیّت این روستا ۲۴۷ نفر با ۵۹ خانوار بوده‌است.